# Krajobrazna arhitektura
Krajobrazna arhitektura je disciplina čija je uloga očuvanje prirode, ali ne i jedina koja je određuje već i oblikovanje (uređenje) i planiranje. 
Razlika u odnosu na arhitekturu je ta što u krajobraznoj arhitekturi misao proizlazi iz samog prostora, a ne ugrađuje se u prostor neovisno o njegovim karakteristikama.
Oblikovanje isključivo pomoću prirode ipak nije moguće jer bi nedostajala kulturna dimenzije koja ustvari određuje krajobraz.
Krajobrazna arhitektura se prvi put spominje 1862. godine u radu komisije za izgradnju Central Parka u New Yorku.
Krajobraz je skup vrijednosti povezan s nizom kulturnih domena, dio je neposrednog okoliša te se uklapa u prostorni i kulturni okvir.
Europska konvencija o krajobrazima (Strasbourg, 2000.) definira krajobraz kao određeno područje, percipirano od ljudi, čiji je karakter rezultat interakcije i akcije prirodnih i ljudskih čimbenika.
Razlika između pojmova hortikultura i krajobrazna arhitektura:
Hortikultura – osnova struke uzgoj i njega bilja. Biljka je po svom karakteru jedan od osnovnih elemenata krajobrazne arhitekture. 
Krajobrazna arhitektura – pri oblikovanju se primjenjuju različite metode i oblici s namjerom ostvarenja estetskih i likovno izražajnih prostornih cjelina koje istovremenu osiguravaju ekološke funkcije. Prostor je estetski uravnotežen i posjeduje prostorni red uz brojne arhitektonske elemente doima se više građenim – time je prostor prevladao običnu upotrebu biljnog materijala. Prošireno je područje djelovanja s privatnog vrtnog prostora na planiranje i oblikovanje slobodnih otvorenih prostora, urbanih i ruralnih cjelina.

## Krajobrazna ahitektura u Hrvatskoj
Krajobraznom arhitekturom se bave krajobrazni arhitekti, koji su članovi Hrvatske komore arhitekata. Tek 1996. godine utemeljen je petogodišnji interdisciplinarni studij Uređenje krajobraza pri Agronomskom fakultetu u Zagrebu. Do tada su zainteresirani studenti za krajobraznu arhitekturu pohađali studij "Vrtlarstvo i oblikovanje pejzaža" pri Agronomskom fakultetu u Zagrebu koji je pružio temeljna znanja krajobrazne arhitekture u Hrvatskoj. 2005. godine u sklopu provedbe Bolonjske deklaracije i reorganizacije studija u Hrvatskoj, studij uređenja krajobraza mijenja naziv te postaje studij krajobrazne arhitekture.

## Vanjske poveznice
- Studij krajobrazne arhitekture  Arhivirana inačica izvorne stranice od 2. listopada 2006. (Wayback Machine)
- pejzažna arhitektura Hrvatska tehnička enciklopedija, portal hrvatske tehničke baštine. LZMK